# Chiusura verticale
In edilizia le chiusure verticali si distinguono in esterne ed interne.

## Chiusura verticale esterna
Le chiusure verticali esterne costituiscono l'inviluppo verticale esterno dell'organismo architettonico.

Possono essere:
- portanti: assolvono anche le funzioni statiche e in tutto o in larga misura quelle relative al comfort
- portate: assolvono il solo comfort, possono essere opache (tamponamenti) o trasparenti (serramenti).

Agli effetti della funzione protettiva le chiusure verticali esterne devono assicurare sia un sufficiente grado di difesa igrotermica e acustica allo spazio interno sia presentare caratteristiche di inalterabilità, resistenza agli agenti atmosferici e resistenza gli urti, per quanto riguarda la durevolezza.

## Chiusura verticale interna
Le chiusure verticali interne consentono la suddivisione verticale dello spazio interno dell'organismo architettonico.

Questa è ottenuta mediante le partizioni interne portanti o portate (tramezzo) che non devono assolvere i compiti complessi e contrastanti di protezione delle chiusure verticali esterne ma sostanzialmente provvedere solo agli effetti della migliore fruibilità, all'isolamento acustico tra vano e vano.